# Gösta Lilliehöök
Gustaf Malcolm „Gösta” Lilliehöök (ur. 25 maja 1884 w Sztokholmie, zm. 18 listopada 1974 w Danderyd) – szwedzki szermierz, pięcioboista nowoczesny, złoty medalista igrzysk olimpijskich w Sztokholmie.